# Fastlove
"Fastlove" là một bài hát của nghệ sĩ thu âm người Anh quốc George Michael nằm trong album phòng thu đơn ca thứ ba của ông, Older (1996). Nó được phát hành như là đĩa đơn thứ hai trích từ album vào ngày 22 tháng 4 năm 1996 bởi Virgin Records ở Vương quốc Anh và DreamWorks Records ở Hoa Kỳ. "Fastlove" được viết lời bởi Michael, và được sản xuất bởi Michael và Jon Douglas, trong đó sử dụng đoạn nhạc mẫu từ bài hát năm 1982 "Forget Me Nots", được viết lời bởi Patrice Rushen, Freddie Washington và Terri McFaddin. Đây là một bản R&B và disco với nội dung đề cập đến sự thỏa mãn của bản thân trong tình yêu mà không cần quan tâm đến những ràng buộc.
Sau khi phát hành, "Fastlove" nhận được những phản ứng tích cực từ các nhà phê bình âm nhạc, trong đó họ đánh giá cao quá trình sản xuất của nó cũng như gọi đây là một điểm nhấn nổi bật từ Older. Bài hát còn gặt hái nhiều giải thưởng và đề cử tại những lễ trao giải lớn, bao gồm đề cử tại giải Brit năm 1997 cho Đĩa đơn Anh quốc xuất sắc nhất. Nó cũng đạt được những thành công vượt trội về mặt thương mại, đứng đầu các bảng xếp hạng ở Úc, Ý, Tây Ban Nha và Vương quốc Anh, và lọt vào top 10 ở nhiều thị trường khác, bao gồm vươn đến top 5 ở nhiều thị trường lớn như Canada, Phần Lan, Ireland và New Zealand. Tại Hoa Kỳ, "Fastlove" đạt vị trí thứ tám trên bảng xếp hạng Billboard Hot 100, trở thành đĩa đơn thứ 15 trong sự nghiệp của Michael lọt vào top 10 tại đây, đồng thời là đĩa đơn cuối cùng của nam ca sĩ lọt vào bảng xếp hạng.
Video ca nhạc cho "Fastlove" được đạo diễn bởi Vaughan Arnell và Anthea Benton, trong đó bao gồm những cảnh Michael trình diễn bài hát trên một chiếc ghế, trước khi nhảy múa dưới một cơn mưa nhân tạo. Nó đã nhận được nhiều lượt yêu cầu phát sóng trên những kênh truyền hình âm nhạc như VH1 và MTV, và nhận được đề cử tại giải Brit năm 1997 cho Video Anh quốc xuất sắc nhất cũng như ba đề cử tại giải Video âm nhạc của MTV năm 1996 ở hạng mục Video Dance xuất sắc nhất, Video có vũ đạo xuất sắc nhất và Lựa chọn của người xem quốc tế - MTV Châu Âu, và chiến thắng một giải sau. Để quảng bá bài hát, Michael đã trình diễn "Fastlove" trên nhiều chương trình truyền hình và lễ trao giải lớn, như MTV Unplugged và trong hai chuyến lưu diễn trong sự nghiệp của ông. Ngoài ra, nó cũng xuất hiện trong nhiều album tuyển tập của Michael, bao gồm Ladies & Gentlemen: The Best of George Michael (1998) và Twenty Five (2006). Năm 2017, nữ ca sĩ người Anh quốc Adele đã hát lại "Fastlove" tại giải Grammy lần thứ 59 để tri ân Michael, và nhận được nhiều lời tán dương.

## Danh sách bài hát
Đĩa CD tại châu Âu và Anh quốc
1. "Fastlove Part 1" – 5:23
2. "I'm Your Man" – 4:04
3. "Fastlove Part 2" (bản phối đầy đủ mở rộng) – 9:28

Đĩa CD tại Hoa Kỳ
1. "Fastlove" (bản đầy đủ) – 5:24
2. "I'm Your Man '96" – 4:13
3. "Fastlove" (Summer phối) – 4:42

## Xếp hạng
| Bảng xếp hạng (1996-97)                  | Vị trí cao nhất |
| ---------------------------------------- | --------------- |
| Úc (ARIA)                                | 1               |
| Áo (Ö3 Austria Top 40)                   | 13              |
| Bỉ (Ultratop 50 Flanders)                | 25              |
| Bỉ (Ultratop 50 Wallonia)                | 8               |
| Canada (RPM)                             | 4               |
| Canada Adult Contemporary (RPM)          | 1               |
| Đan Mạch (Tracklisten)                   | 4               |
| Châu Âu (European Hot 100 Singles)       | 3               |
| Phần Lan (Suomen virallinen lista)       | 5               |
| Pháp (SNEP)                              | 10              |
| Đức (Official German Charts)             | 25              |
| Ireland (IRMA)                           | 5               |
| Ý (FIMI)                                 | 1               |
| Hà Lan (Dutch Top 40)                    | 14              |
| Hà Lan (Single Top 100)                  | 12              |
| New Zealand (Recorded Music NZ)          | 5               |
| Na Uy (VG-lista)                         | 11              |
| Tây Ban Nha (AFYVE)                      | 1               |
| Thụy Điển (Sverigetopplistan)            | 7               |
| Thụy Sĩ (Schweizer Hitparade)            | 13              |
| Anh Quốc (OCC)                           | 1               |
| Hoa Kỳ Billboard Hot 100                 | 8               |
| Hoa Kỳ Adult Contemporary (Billboard)    | 8               |
| Hoa Kỳ Adult Pop Airplay (Billboard)     | 14              |
| Hoa Kỳ Hot R&B/Hip-Hop Songs (Billboard) | 44              |
| Hoa Kỳ Pop Airplay (Billboard)           | 14              |
| Hoa Kỳ Rhythmic (Billboard)              | 10              |

| Bảng xếp hạng (1996)                 | Vị trí |
| ------------------------------------ | ------ |
| Australia (ARIA)                     | 20     |
| Belgium (Ultratop 50 Wallonia)       | 40     |
| Canada (RPM)                         | 39     |
| Canada Adult Contemporary (RPM)      | 13     |
| Europe (European Hot 100 Singles)    | 24     |
| Finland (Suomen virallinen lista)    | 48     |
| France (SNEP)                        | 21     |
| Italy (FIMI)                         | 18     |
| Japan (Tokyo Hot 100)                | 9      |
| Netherlands (Dutch Top 40)           | 126    |
| Sweden (Sverigetopplistan)           | 69     |
| Switzerland (Schweizer Hitparade)    | 46     |
| UK Singles (Official Charts Company) | 21     |
| US Billboard Hot 100                 | 62     |

## Chứng nhận
| Quốc gia                                                                           | Chứng nhận | Số đơn vị/doanh số chứng nhận |
| ---------------------------------------------------------------------------------- | ---------- | ----------------------------- |
| Úc (ARIA)                                                                          | Bạch kim   | 70.000^                       |
| Pháp (SNEP)                                                                        | Vàng       | 250.000*                      |
| Anh Quốc (BPI)                                                                     | Vàng       | 400.000^                      |
| Hoa Kỳ (RIAA)                                                                      | Vàng       | 500,000                       |
| * Chứng nhận dựa theo doanh số tiêu thụ. ^ Chứng nhận dựa theo doanh số nhập hàng. |            |                               |